# Oluwayemisi Oluremi Obilade
Oluyemisi Oluremi Obilade (sinh ngày 14 tháng 11 năm 1958) là Phó hiệu trưởng Giáo dục Nigeria.

## Đời sống
Obilade được sinh ra ở bang Osun vào năm 1958. Bà lấy bằng đầu tiên ở Nigeria trước khi học thạc sĩ tại Trường Kinh doanh Harvard ở Hoa Kỳ và sau đó là tiến sĩ tại Trường Kinh doanh Thẩm phán ở Cambridge, Vương quốc Anh.
Phó hiệu trưởng Đại học Sư phạm Tai Solarin (TASUED) trở thành Giáo sư (Bà.) Oluwayemisi Oluremi Obilade vào tháng 1 năm 2013. Bà đã thành công giáo sư Segun Awonusi.